# Filmjahr 1964
Liste der Filmjahre

◄◄ | ◄ | 1960 | 1961 | 1962 | 1963 | Filmjahr 1964 | 1965 | 1966 | 1967 | 1968 | ► | ►►

Weitere Ereignisse

## Ereignisse
- 25. Januar: Die ARD strahlt die erste Folge der Spieleshow Einer wird gewinnen (EWG) des Hessischen Rundfunks mit Hans-Joachim Kulenkampff aus. Produzent Martin Jente hat hier bereits seinen ersten Schlussauftritt als „Butler“.
- 29. Januar: Die Filmsatire Dr. Seltsam oder: Wie ich lernte, die Bombe zu lieben von Stanley Kubrick mit Peter Sellers in mehreren Rollen wird in den USA uraufgeführt.
- 4. März: Der Film Le journal d'une femme de chambre (Tagebuch einer Kammerzofe) des spanischen Regisseurs Luis Buñuel nach dem gleichnamigen Roman von Octave Mirbeau mit Jeanne Moreau und Michel Piccoli in den Hauptrollen wird in Paris uraufgeführt.
- 30. März: In den Vereinigten Staaten läuft die erste Folge der Fernseh-Quizsendung Jeopardy! über die Bildschirme.
- 13. April: Mit Sidney Poitier erhält bei der Oscarverleihung 1964 erstmals ein schwarzer Schauspieler einen Oscar. Gewürdigt wird damit seine darstellerische Leistung in der Komödie Lilien auf dem Felde.
- 12. September: Uraufführung von Für eine Handvoll Dollar. Diese unter der Regie von Sergio Leone und mit der Musik von Ennio Morricone entstandene Produktion begründete das Genre des Italowestern. Gleichzeitig wurde durch sie Clint Eastwood einem größeren Publikum bekannt.
- 17. September: Im Odeon Leicester Square in London wird der dritte James-Bond-Film Goldfinger uraufgeführt.
- 25. September: In drei Kategorien wird erstmals der schwedische Filmpreis Guldbagge verliehen, wobei Regisseur Ingmar Bergman und Hauptdarstellerin Ingrid Thulin ihre Auszeichnung für Das Schweigen erhalten.
- Sieger der BRAVO Otto Leserwahl 1964:
  - Kategorie – männlicher Filmstar: Gold Thomas Fritsch, Silber Rock Hudson, Bronze Pierre Brice
  - Kategorie – weiblicher Filmstar: Gold Sophia Loren, Silber Liselotte Pulver, Bronze Doris Day

## Top 10 der erfolgreichsten Filme

### In Deutschland
Die zehn erfolgreichsten Filme an den deutschen Kinokassen nach Besucherzahlen (Stand: 25. November 2018):
| Platz | Filmtitel                               | Besucher   |
| ----- | --------------------------------------- | ---------- |
| 1.    | Das Schweigen                           | 12.750.000 |
| 2.    | Old Shatterhand                         | 7.500.000  |
| 3.    | James Bond 007 – Liebesgrüße aus Moskau | 7.000.000  |
| 4.    | Winnetou 2. Teil                        | 6.750.000  |
| 5.    | Der Schut                               | 6.000.000  |
| 6.    | Angélique                               | 5.500.000  |
| 7.    | Unter Geiern                            | 5.500.000  |
| 8.    | My Fair Lady                            | 4.225.000  |
| 9.    | Polizeirevier Davidswache               | 3.346.251  |
| 10.   | Die große Kür                           | 3.000.000  |

### In den USA
Die zehn erfolgreichsten Filme an den US-amerikanischen Kinokassen nach Einspielergebnis.
| Platz | Filmtitel                  | Einspielergebnis in US-Dollar | Ref.  |
| ----- | -------------------------- | ----------------------------- | ----- |
| 1.    | Mary Poppins               | 31.000.000                    | [ 2 ] |
| 2.    | My Fair Lady               | 30.000.000                    | [ 3 ] |
| 3.    | Goldfinger                 | 22.500.000                    | [ 2 ] |
| 4.    | The Carpetbaggers          | 15.500.000                    | [ 2 ] |
| 5.    | From Russia With Love      | 9.200.000                     | [ 2 ] |
| 6.    | A Shot in the Dark         | 6.748.000                     | [ 4 ] |
| 7.    | What a Way to Go!          | 6.100.000                     | [ 5 ] |
| 8.    | The Unsinkable Molly Brown | 6.040.000                     | [ 4 ] |
| 9.    | The Pink Panther           | 5.935.000                     | [ 4 ] |
| 10.   | A Hard Day's Night         | 5.800.000                     | [ 6 ] |

## Filmpreise

### Golden Globe Award
Am 11. März findet im Coconut Grove die Golden-Globe-Verleihung statt.
- Bestes Drama: Der Kardinal von Otto Preminger
- Bestes Musical/Komödie: Tom Jones – Zwischen Bett und Galgen von Tony Richardson
- Bester Schauspieler (Drama): Sidney Poitier in Lilien auf dem Felde
- Beste Schauspielerin (Drama): Leslie Caron in Das indiskrete Zimmer
- Bester Schauspieler (Musical/Komödie): Alberto Sordi in Il Diavolo
- Beste Schauspielerin (Musical/Komödie): Shirley MacLaine in Das Mädchen Irma la Douce
- Bester Nebendarsteller: John Huston in Der Kardinal
- Beste Nebendarstellerin: Margaret Rutherford in Hotel International
- Bester Regisseur: Elia Kazan für Die Unbezwingbaren
- Cecil B. DeMille Award: Joseph E. Levine

### Academy Awards
Die Oscarverleihung findet am 13. April im Santa Monica Civic Auditorium statt. Moderator ist Jack Lemmon.
- Bester Film: Tom Jones – Zwischen Bett und Galgen von Tony Richardson
- Bester Hauptdarsteller: Sidney Poitier in Lilien auf dem Felde
- Beste Hauptdarstellerin: Patricia Neal in Der Wildeste unter Tausend
- Bester Regisseur: Tony Richardson für Tom Jones – Zwischen Bett und Galgen
- Bester Nebendarsteller: Melvyn Douglas in Der Wildeste unter Tausend
- Beste Nebendarstellerin: Margaret Rutherford in Hotel International
- Bestes Drehbuch nach einer literarischen Vorlage: John Osborne für Tom Jones – Zwischen Bett und Galgen
- Bester fremdsprachiger Film: 8½ von Federico Fellini

Vollständige Liste der Preisträger

### Internationale Filmfestspiele von Cannes 1964
Das Festival findet vom 29. April bis zum 14. Mai statt. Die Jury unter Präsident Fritz Lang vergibt folgende Preise:
- Goldene Palme: Die Regenschirme von Cherbourg von Jacques Demy
- Bester Schauspieler: Antal Páger in Die Lerche und Saro Urzì in Verführung auf italienisch
- Beste Schauspielerin: Barbara Barrie in Ruf nicht zu laut und Anne Bancroft in Schlafzimmerstreit

### Internationale Filmfestspiele Berlin 1964
Das Festival findet vom 26. Juni bis zum 7. Juli statt. Die Jury unter Präsident Anthony Mann wählt folgende Preisträger aus:
- Goldener Bär: Trockener Sommer von Metin Erksan
- Bester Schauspieler: Rod Steiger in Der Pfandleiher
- Beste Schauspielerin: Sachiko Hidari in Sie und Er und Das Insektenweib
- Bester Regisseur: Satyajit Ray für Mahanagar

### Filmfestspiele von Venedig
Das Festival findet vom 27. August bis zum 10. September statt. Die Jury wählt folgende Preisträger aus:
- Goldener Löwe: Die rote Wüste von Michelangelo Antonioni
- Bester Schauspieler: Tom Courtenay in King and Country – Für König und Vaterland
- Beste Schauspielerin: Harriet Andersson in Att älska

### Deutscher Filmpreis
- Bester Film: Kennwort Reiher
- Beste Hauptdarstellerin: Mira Stupica für Herrenpartie
- Beste Nebendarstellerin: Nevenka Benković für Herrenpartie
- Bester Nebendarsteller: Sigfrit Steiner für Verspätung in Marienborn

### British Film Academy Award
- Bester Film: Tom Jones – Zwischen Bett und Galgen von Tony Richardson
- Bester britischer Darsteller: Dirk Bogarde für Der Diener
- Bester ausländischer Darsteller: Marcello Mastroianni für Scheidung auf italienisch
- Beste britische Darstellerin: Rachel Roberts für Lockender Lorbeer
- Beste ausländische Darstellerin: Patricia Neal für Der Wildeste unter Tausend

### Étoile de Cristal
- Bester Film: In Gesellschaft Max Linders von Maud Linder
- Bester Darsteller: Maurice Ronet in Das Irrlicht
- Beste Darstellerin: Catherine Deneuve in Die Regenschirme von Cherbourg
- Bester ausländischer Film: Tom Jones – Zwischen Bett und Galgen von Tony Richardson
- Bester ausländischer Darsteller: Burt Lancaster in Der Leopard
- Beste ausländische Darstellerin: Ingrid Thulin in Das Schweigen

### New York Film Critics Circle Award
- Bester Film: My Fair Lady von George Cukor
- Beste Regie: Stanley Kubrick für Dr. Seltsam oder: Wie ich lernte, die Bombe zu lieben
- Bester Hauptdarsteller: Rex Harrison in My Fair Lady
- Beste Hauptdarstellerin: Kim Stanley in An einem trüben Nachmittag
- Bester ausländischer Film: Abenteuer in Rio von Philippe de Broca

### National Board of Review
- Bester Film: Becket von Peter Glenville
- Beste Regie: Desmond Davis für Die erste Nacht
- Bester Hauptdarsteller: Anthony Quinn in Alexis Sorbas
- Beste Hauptdarstellerin: Kim Stanley in An einem trüben Nachmittag
- Bester Nebendarsteller: Martin Balsam in Die Unersättlichen
- Beste Nebendarstellerin: Edith Evans in Das Haus im Kreidegarten
- Bester fremdsprachiger Film: Welt ohne Sonne von Jacques-Yves Cousteau

### Laurel Award
- Bestes Action-Drama: MacLintock von Andrew V. McLaglen
  - Beste Actiondarstellung: John Wayne in MacLintock
- Bestes Drama: Der Wildeste unter Tausend von Martin Ritt
  - Bester dramatischer Darsteller: Paul Newman in Der Wildeste unter Tausend
  - Beste dramatische Darstellerin: Patricia Neal in Der Wildeste unter Tausend
- Beste Komödie: Tom Jones – Zwischen Bett und Galgen von Tony Richardson
  - Bester komödiantischer Darsteller: Jack Lemmon in Das Mädchen Irma la Douce
  - Beste komödiantische Darstellerin: Shirley MacLaine in Das Mädchen Irma la Douce
- Bester Unterhaltungsfilm: Lilien auf dem Felde von Ralph Nelson

### Weitere Filmpreise und Auszeichnungen
- Astor de Oro: Die Peitsche im Genick von Mario Monicelli
- Directors Guild of America Award: Tony Richardson für Tom Jones – Zwischen Bett und Galgen
- Ernst-Lubitsch-Preis: Walter Buschhoff für Die endlose Nacht
- Guldbagge: Das Schweigen von Ingmar Bergman
- Louis-Delluc-Preis: Das Glück von Agnès Varda
- Nastro d’Argento: Achteinhalb von Federico Fellini und Lawrence von Arabien von David Lean
- Photoplay Award: Goldgräber-Molly von Charles Walters (Bester Film), Richard Chamberlain (populärster männlicher Star), Ann-Margret (populärster weiblicher Star)
- Festival Internacional de Cine de San Sebastián: Die Unbezwingbaren von Elia Kazan (Goldene Muschel)
- Writers Guild of America Award: Der Wildeste unter Tausend (Bestes Drama), Lilien auf dem Felde (Beste Komödie), John Huston (Lebenswerk)

## Geburtstage

### Januar bis März
Januar:

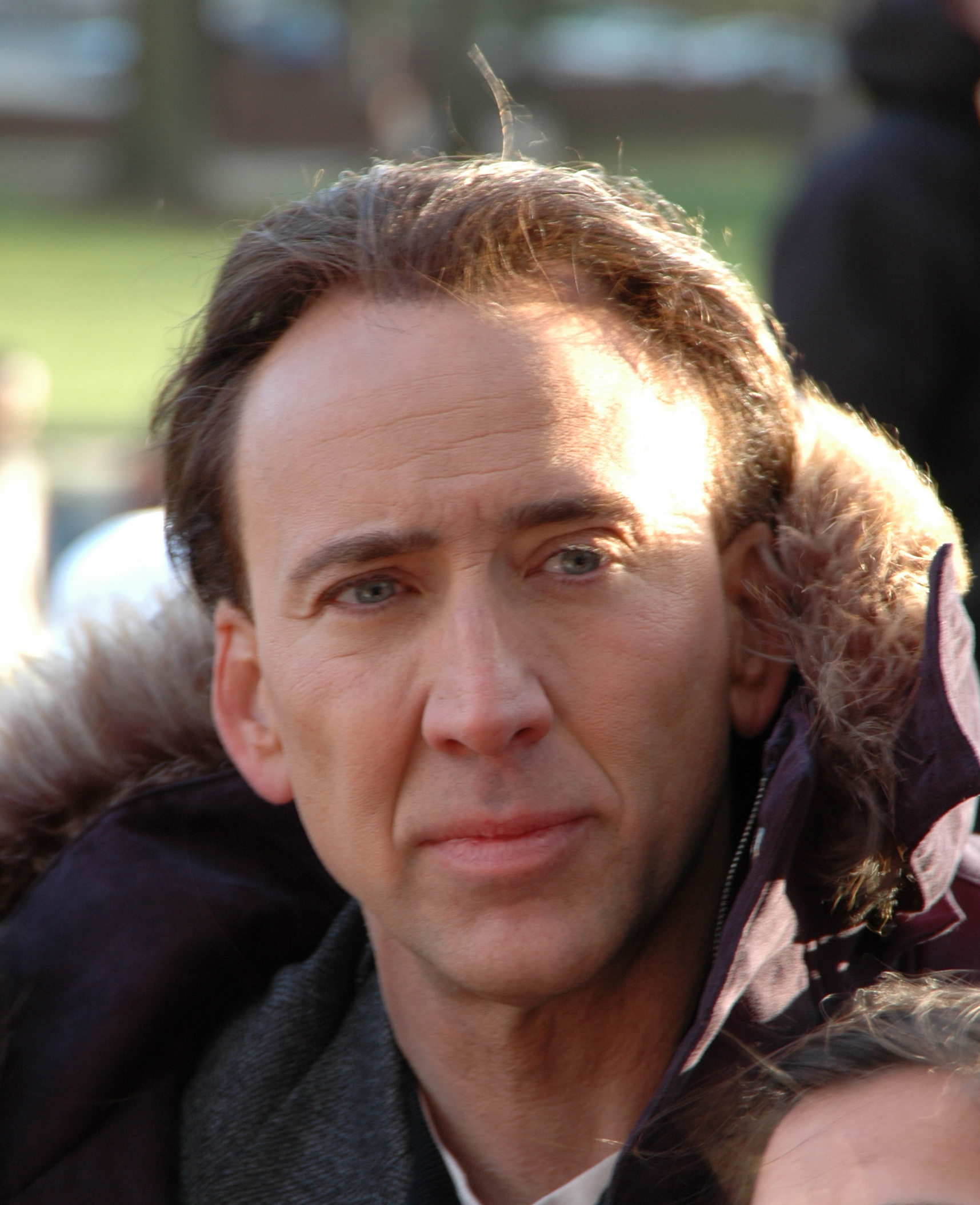
Nicolas Cage (* 7. Januar)

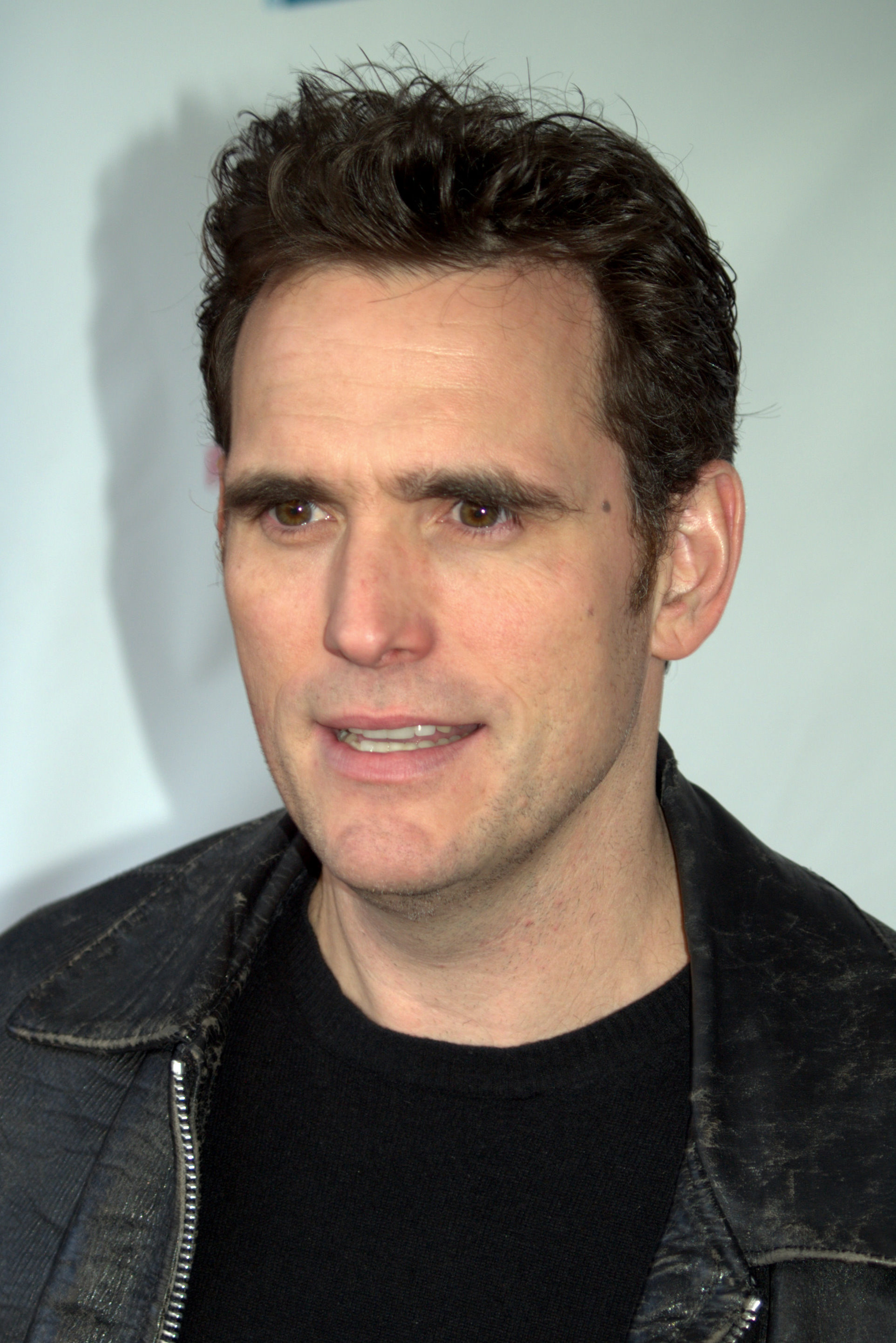
Matt Dillon (* 18. Februar)

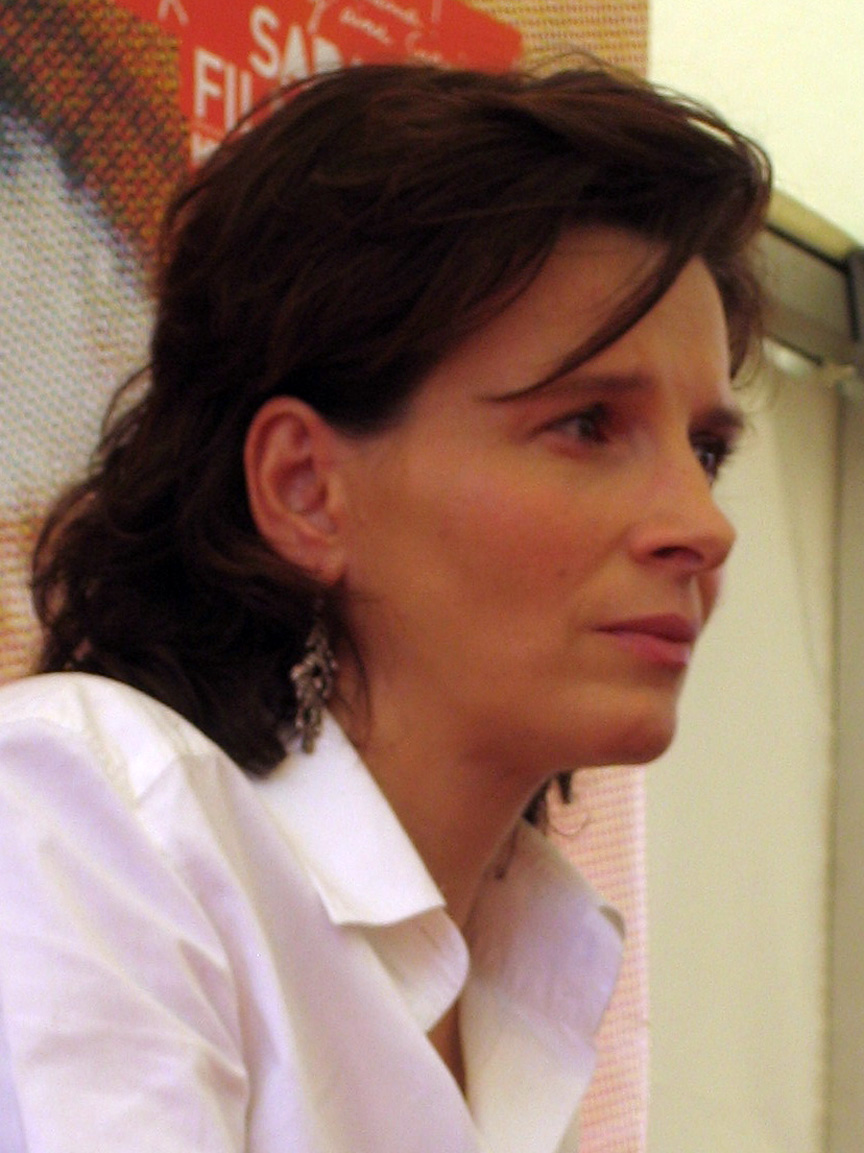
Juliette Binoche (* 9. März)

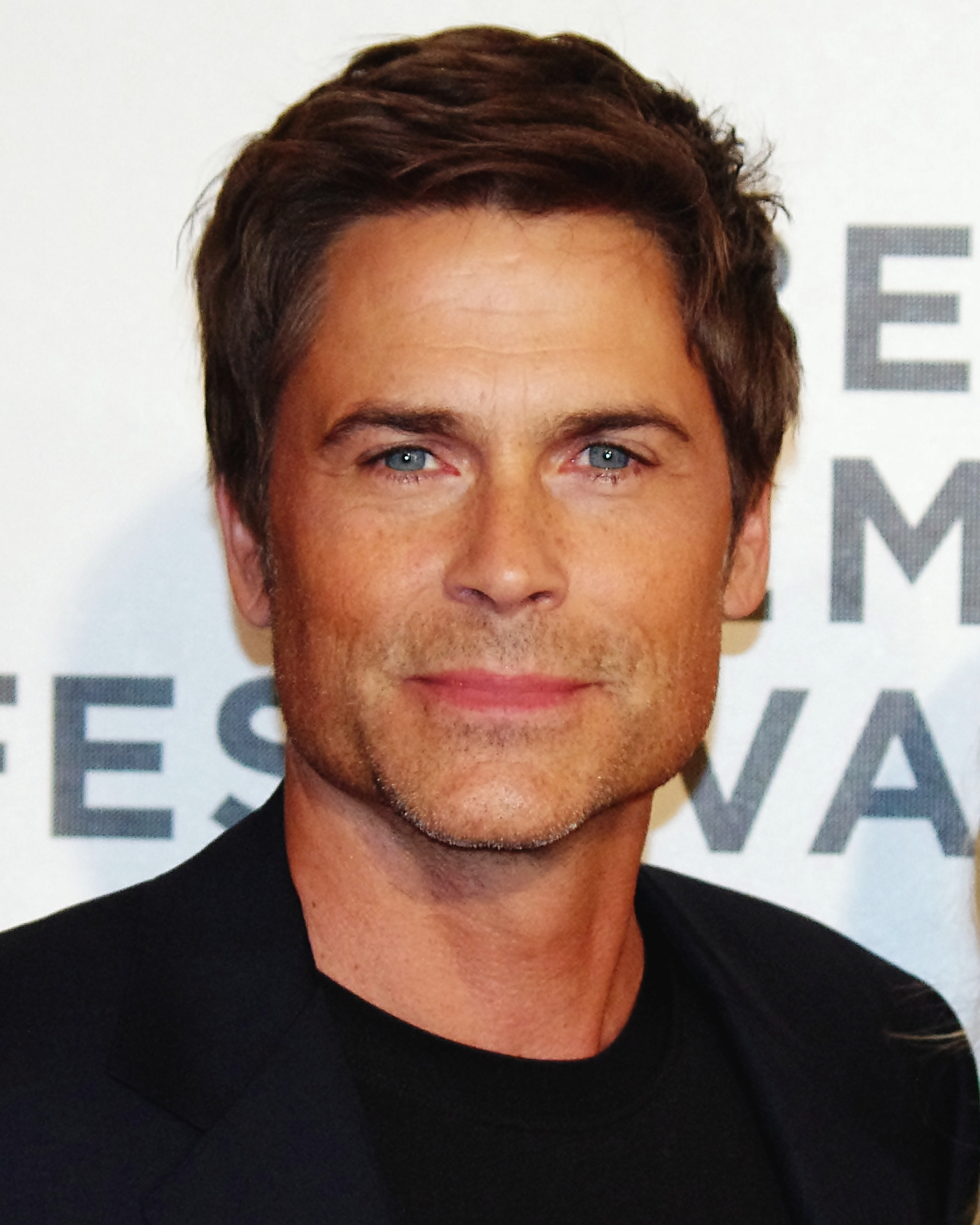
Rob Lowe (* 17. März)

- 01. Januar: Dedee Pfeiffer, US-amerikanische Schauspielerin
- 07. Januar: Nicolas Cage, US-amerikanischer Schauspieler
- 07. Januar: Darnell Martin, US-amerikanische Regisseurin und Drehbuchautorin
- 13. Januar: Penelope Ann Miller, US-amerikanische Schauspielerin
- 16. Januar: Els Dottermans, belgische Schauspielerin
- 18. Januar: Jane Horrocks, britische Schauspielerin
- 18. Januar: Enrico Lo Verso, italienischer Schauspieler
- 23. Januar: Mariska Hargitay, US-amerikanische Schauspielerin
- 26. Januar: Paul Johansson, US-amerikanischer Schauspieler
- 26. Januar: Cathy Podewell, US-amerikanische Schauspielerin
- 27. Januar: Bridget Fonda, US-amerikanische Schauspielerin

Februar:
- 01. Februar: Linus Roache, britischer Schauspieler
- 04. Februar: Andrea Kiesling, österreichische Schauspielerin
- 05. Februar: Helena Bergström, schwedische Schauspielerin
- 05. Februar: Laura Linney, US-amerikanische Schauspielerin
- 05. Februar: Piotr Trzaskalski, polnischer Regisseur
- 06. Februar: Andrei Swjaginzew, russischer Regisseur
- 10. Februar: Francesca Neri, italienische Schauspielerin
- 12. Februar: Raphael Sbarge, US-amerikanischer Schauspieler
- 14. Februar: Zach Galligan, US-amerikanischer Schauspieler
- 16. Februar: Christopher Eccleston, britischer Schauspieler
- 18. Februar: Matt Dillon, US-amerikanischer Schauspieler
- 20. Februar: Willie Garson, US-amerikanischer Schauspieler († 2021)
- 20. Februar: John Jürgens, deutscher Schauspieler und DJ
- 20. Februar: Rodney Rowland, US-amerikanischer Schauspieler
- 20. Februar: French Stewart, US-amerikanischer Schauspieler
- 24. Februar: Todd Field, US-amerikanischer Schauspieler, Regisseur und Drehbuchautor
- 26. Februar: Mark Dacascos, US-amerikanischer Schauspieler

März:
- 03. März: Laura Harring, US-amerikanische Schauspielerin
- 07. März: Wanda Sykes, US-amerikanische Schauspielerin
- 09. März: Marianne Basler, französische Schauspielerin
- 09. März: Juliette Binoche, französische Schauspielerin
- 10. März: Jasmine Guy, US-amerikanische Schauspielerin
- 10. März: Andreas Höfer, deutscher Kameramann
- 10. März: Benito Zambrano, spanischer Regisseur
- 11. März: Peter Berg, US-amerikanischer Schauspieler und Regisseur
- 11. März: Emma Chambers, britische Schauspielerin († 2018)
- 16. März: Gore Verbinski, US-amerikanischer Regisseur
- 17. März: Rob Lowe, US-amerikanischer Schauspieler
- 19. März: Jake Weber, britischer Schauspieler
- 21. März: Elmar Schäfer, deutscher Produzent und Drehbuchautor
- 23. März: Hope Davis, US-amerikanische Schauspielerin
- 23. März: Chris Henchy, US-amerikanischer Drehbuchautor, Filmproduzent und Executive Producer
- 24. März: Giovanni Arvaneh, deutscher Schauspieler († 2025)
- 25. März: LisaGay Hamilton, US-amerikanische Schauspielerin
- 30. März: Thomas Heinze, deutsch-amerikanischer Schauspieler
- 30. März: Maria Hofstätter, österreichische Schauspielerin

### April bis Juni
April:

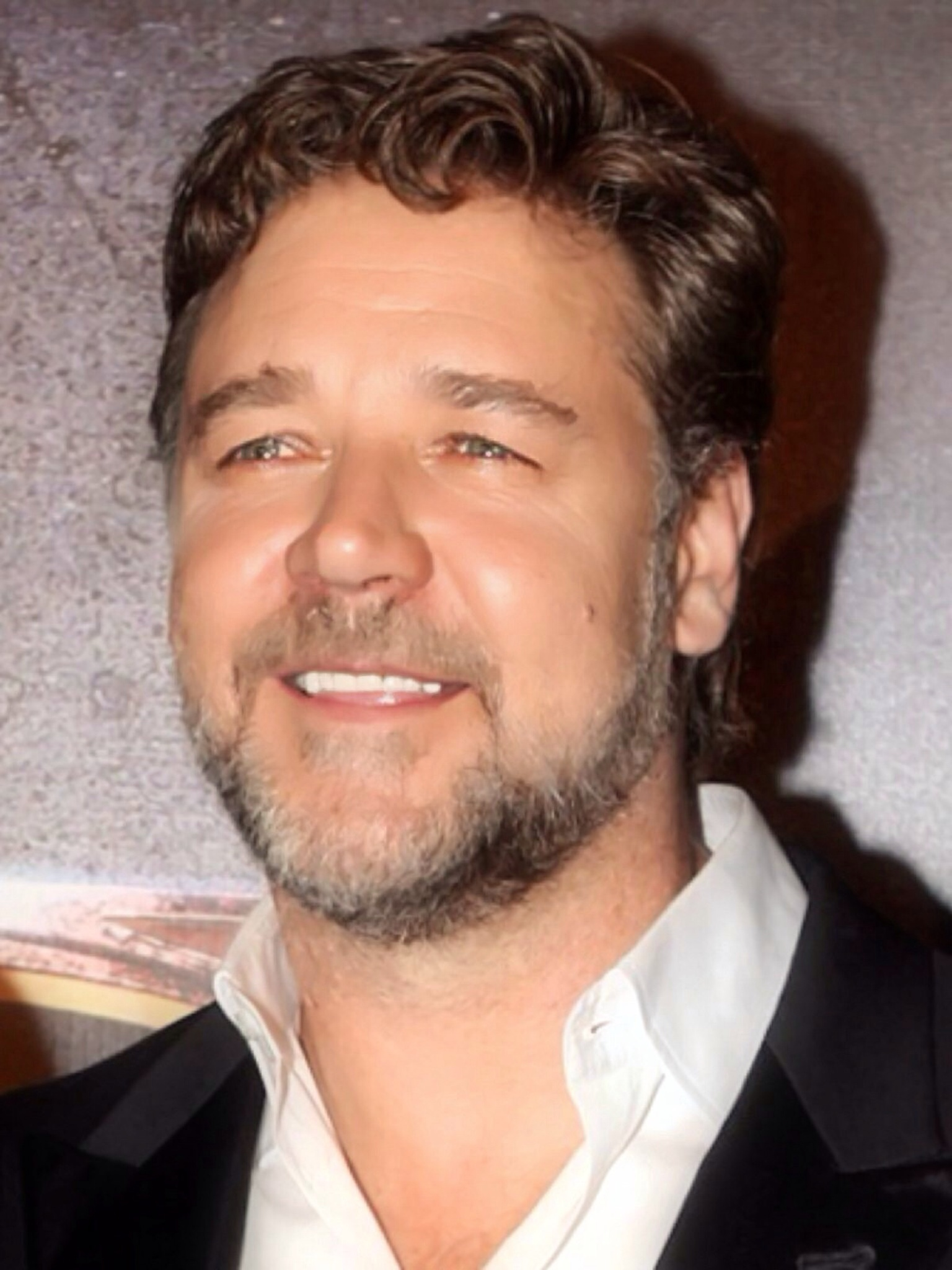
Russell Crowe (* 7. April)

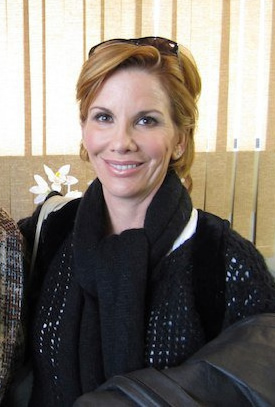
Melissa Gilbert (* 8. Mai)

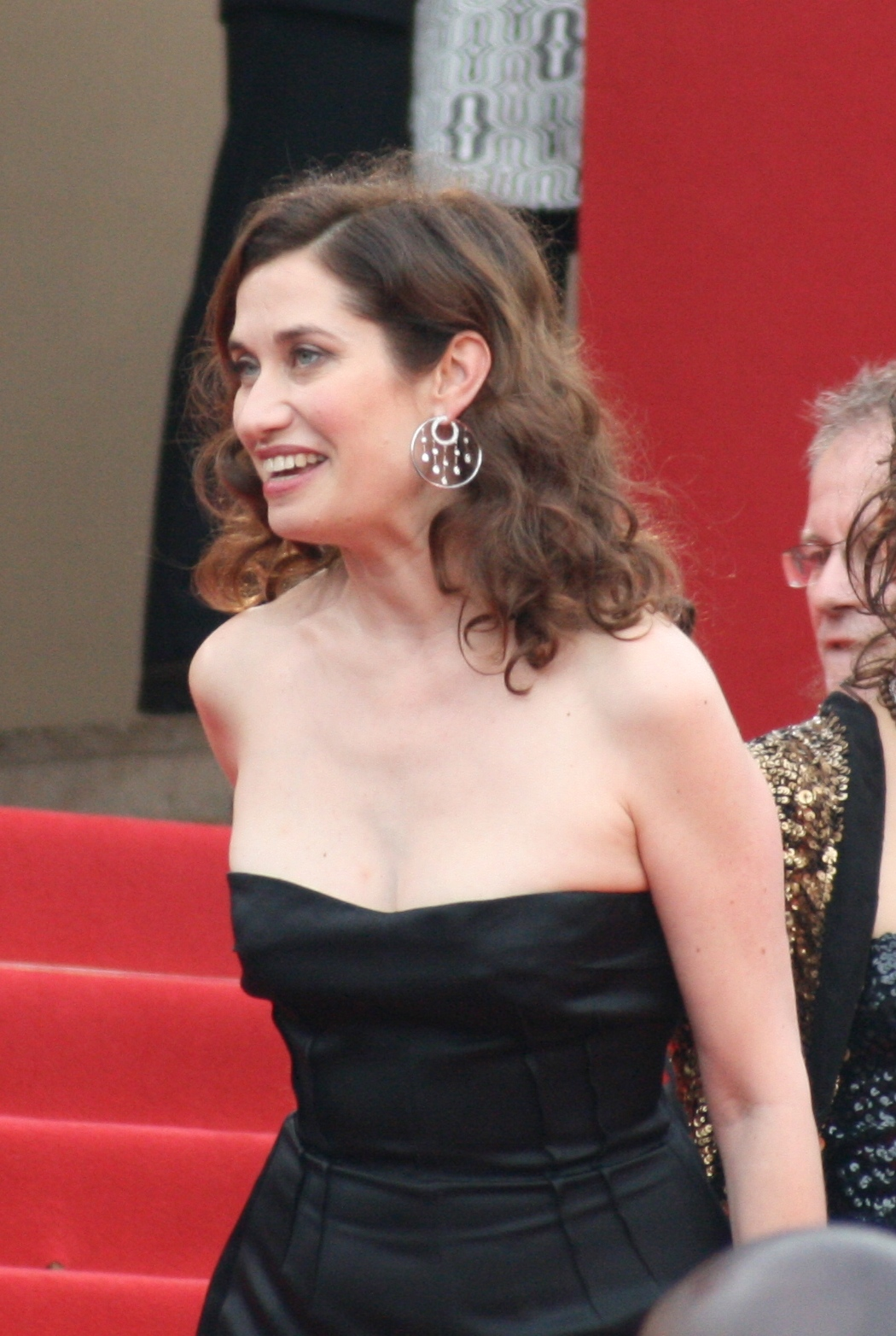
Emmanuelle Devos (* 10. Mai)

- 03. April: Almut Getto, deutsche Regisseurin
- 04. April: David Cross, US-amerikanischer Schauspieler
- 07. April: Jace Alexander, US-amerikanischer Schauspieler und Regisseur
- 7. April: Russell Crowe, neuseelänisch-australischer Schauspieler
- 14. April: Hans-Werner Meyer, deutscher Schauspieler
- 16. April: Jörg Bundschuh, deutscher Schauspieler
- 17. April: Lela Rochon, US-amerikanische Schauspielerin
- 18. April: Rithy Panh, kambodschanischer Dokumentarfilmer
- 20. April: Andy Serkis, britischer Schauspieler
- 24. April: Cedric the Entertainer, US-amerikanischer Schauspieler
- 24. April: Djimon Hounsou, beninisch-amerikanischer Schauspieler und Model
- 25. April: Hank Azaria, US-amerikanischer Schauspieler
- 27. April: Lisa Wilcox, US-amerikanische Schauspielerin
- 28. April: Reinhard Nowak, österreichischer Kabarettist und Schauspieler
- 29. April: Markus Majowski, deutscher Schauspieler und Komiker

Mai:
- 06. Mai: Lars Mikkelsen, dänischer Schauspieler
- 06. Mai: Franziska Pigulla, deutsche Schauspielerin, Nachrichtensprecherin und Synchronsprecherin († 2019)
- 08. Mai: Melissa Gilbert, US-amerikanische Schauspielerin
- 10. Mai: Ulrike Beimpold, österreichische Schauspielerin
- 10. Mai: Emmanuelle Devos, französische Schauspielerin
- 14. Mai: Andrea Händler, österreichische Schauspielerin und Kabarettistin
- 16. Mai: Stefan Brönneke, deutscher Synchronsprecher
- 19. Mai: Sean Whalen, US-amerikanischer Schauspieler
- 22. Mai: Mark Christopher Lawrence, US-amerikanischer Schauspieler
- 22. Mai: James Lorinz, US-amerikanischer Schauspieler
- 23. Mai: Angela Kovács, schwedische Schauspielerin
- 25. Mai: Martin Schneider, deutscher Schauspieler und Komiker
- 25. Mai: Ray Stevenson, britischer Schauspieler († 2023)
- 28. Mai: Christa Miller, US-amerikanische Schauspielerin

Juni:
- 02. Juni: Caroline Link, deutsche Regisseurin
- 05. Juni: Lisa Cholodenko, US-amerikanische Regisseurin
- 07. Juni: Judie Aronson, US-amerikanische Schauspielerin
- 10. Juni: Ben Daniels, britischer Schauspieler
- 12. Juni: Paula Marshall, US-amerikanische Schauspielerin
- 13. Juni: Kathy Burke, britische Schauspielerin
- 15. Juni: Courteney Cox, US-amerikanische Schauspielerin
- 20. Juni: Dirk Schoedon, deutscher Schauspieler und Regisseur
- 21. Juni: David Morrissey, britischer Schauspieler
- 21. Juni: Doug Savant, US-amerikanischer Schauspieler
- 22. Juni: Amy Brenneman, US-amerikanische Schauspielerin
- 29. Juni: Wendy Kilbourne, US-amerikanische Schauspielerin
- 29. Juni: Kathleen Wilhoite, US-amerikanische Schauspielerin
- 30. Juni: Mark Waters, US-amerikanischer Regisseur
- 30. Juni: Martin Weinek, österreichischer Schauspieler

### Juli bis September
Juli:

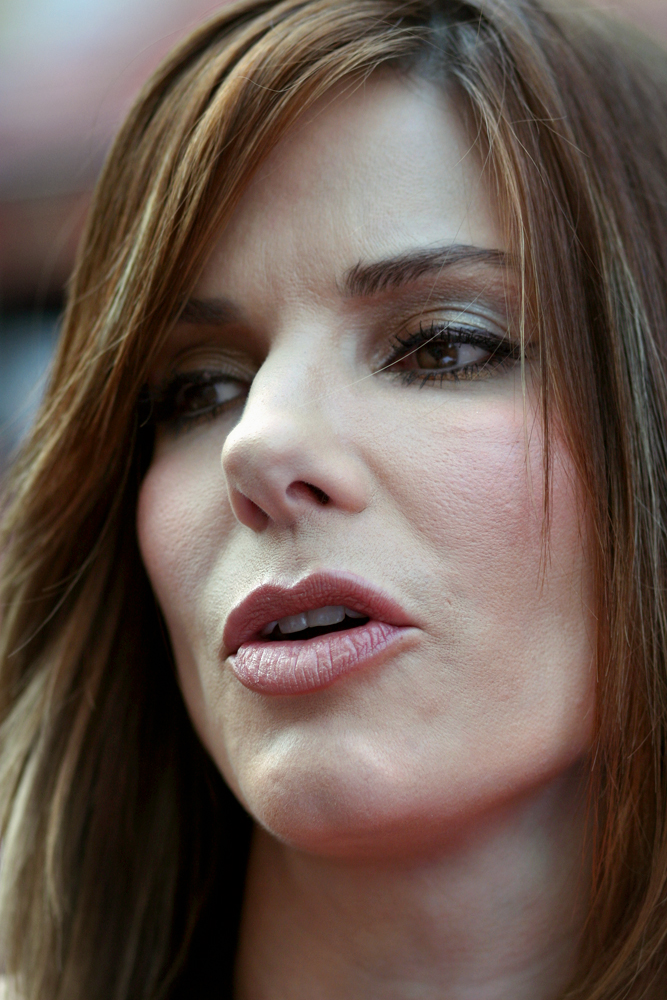
Sandra Bullock (* 26. Juli)

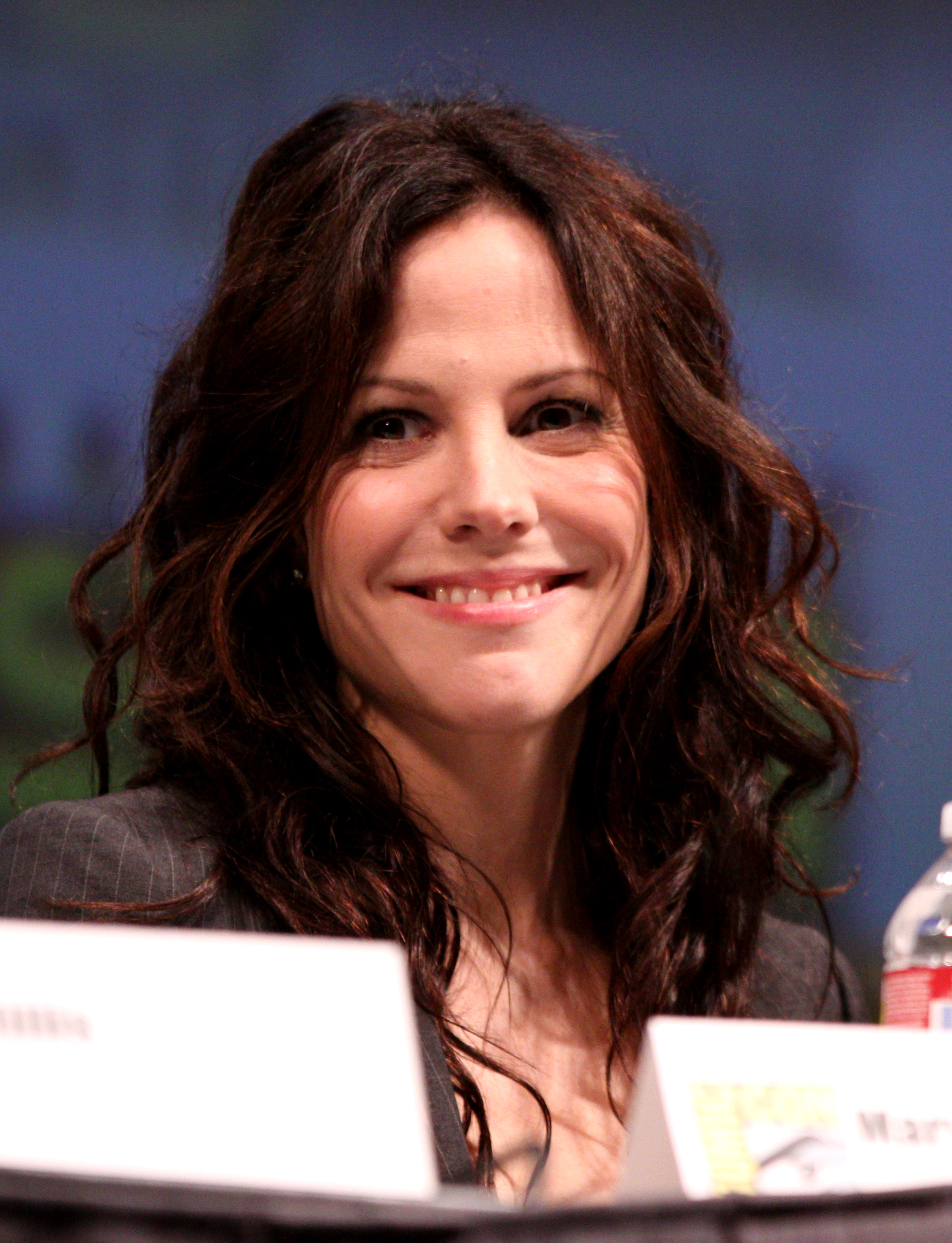
Mary-Louise Parker (* 2. August)

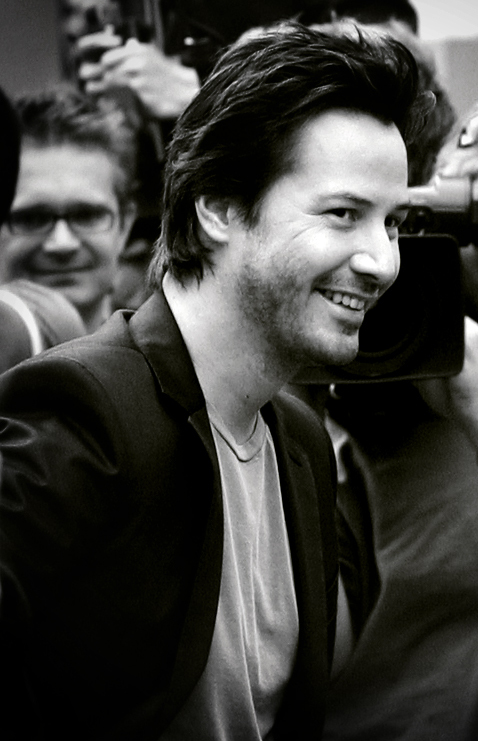
Keanu Reeves (* 2. September)

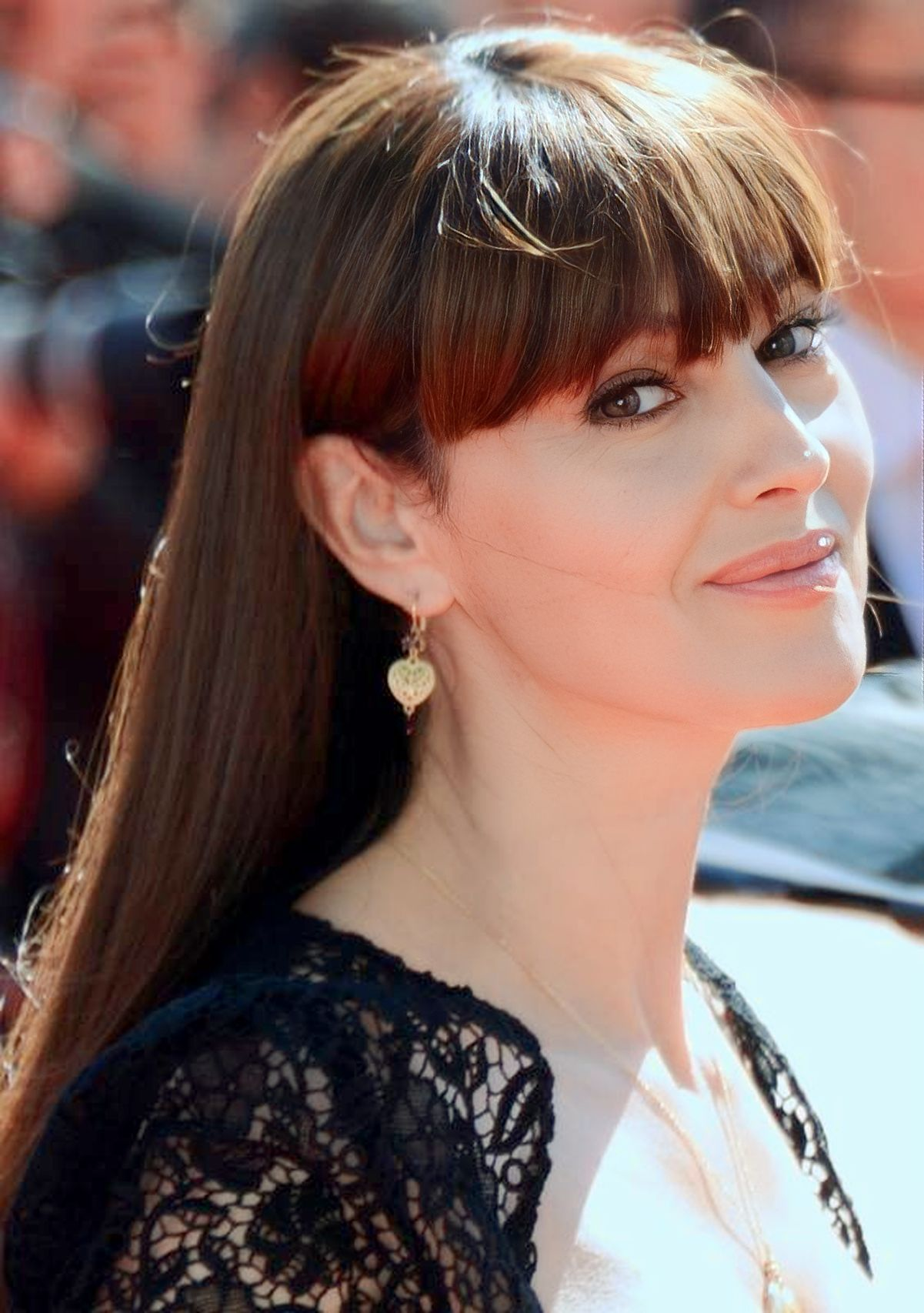
Monica Bellucci (* 30. September)

- 03. Juli: Peyton Reed, US-amerikanischer Regisseur
- 06. Juli: John Ottman, US-amerikanischer Komponist
- 07. Juli: Tracy Reiner, US-amerikanische Schauspielerin
- 17. Juli: Heather Langenkamp, US-amerikanische Schauspielerin
- 22. Juli: Anneke von der Lippe, norwegische Schauspielerin
- 22. Juli: John Leguizamo, kolumbianischer Schauspieler
- 22. Juli: David Spade, US-amerikanischer Schauspieler
- 26. Juli: Sandra Bullock, US-amerikanische Schauspielerin
- 28. Juli: Lori Loughlin, US-amerikanische Schauspielerin
- 30. Juli: Vivica A. Fox, US-amerikanische Schauspielerin

August:
- 01. August: Kaspar Capparoni, italienischer Schauspieler
- 01. August: Gerald Pichowetz, österreichischer Schauspieler († 2024)
- 02. August: Mary-Louise Parker, US-amerikanische Schauspielerin
- 06. August: Lisa Boyle, US-amerikanische Schauspielerin
- 08. August: Jan Josef Liefers, deutscher Schauspieler
- 11. August: Miguel A. Nunez junior, US-amerikanischer Schauspieler
- 14. August: Andrew Kevin Walker, US-amerikanischer Drehbuchautor
- 15. August: Debi Mazar, US-amerikanische Schauspielerin
- 16. August: Šarūnas Bartas, litauischer Regisseur
- 18. August: Craig Bierko, US-amerikanischer Schauspieler
- 18. August: Morten Søborg, dänischer Kameramann
- 20. August: Markus Flanagan, US-amerikanischer Schauspieler
- 21. August: Eytan Fox, israelischer Regisseur
- 22. August: Andrew Wilson, US-amerikanischer Schauspieler
- 25. August: Eduard Fernández, spanischer Schauspieler
- 25. August: Blair Underwood, US-amerikanischer Schauspieler
- 27. August: Andrzej Chyra, polnischer Schauspieler
- 27. August: Frankie Thorn, US-amerikanische Schauspielerin
- 28. August: Frank Griebe, deutscher Kameramann

September:
- 02. September: Keanu Reeves, kanadischer Schauspieler
- 03. September: Holt McCallany, US-amerikanischer Schauspieler
- 05. September: Sergei Loznitsa, ukrainischer Regisseur
- 06. September: Rosie Perez, US-amerikanische Schauspielerin
- 07. September: Andrine Sæther, norwegische Schauspielerin
- 09. September: Lance Acord, US-amerikanischer Kameramann
- 12. September: Bodo Venten, deutscher Moderator und Sprecher
- 14. September: Faith Ford, US-amerikanische Schauspielerin
- 16. September: Rossy de Palma, spanische Schauspielerin
- 16. September: Molly Shannon, US-amerikanische Schauspielerin
- 18. September: Holly Robinson Peete, US-amerikanische Schauspielerin
- 20. September: Maggie Cheung, chinesische Schauspielerin
- 20. September: Crispin Glover, US-amerikanischer Schauspieler
- 21. September: Robert Spillane, US-amerikanischer Schauspieler († 2010)
- 22. September: Benoît Poelvoorde, belgischer Regisseur und Schauspieler
- 23. September: Regine Hentschel, deutsche Schauspielerin
- 25. September: Michael von Au, deutscher Schauspieler
- 28. September: Janeane Garofalo, US-amerikanische Schauspielerin
- 29. September: Terry Sue-Patt, britischer Schauspieler († 2015)
- 30. September: Monica Bellucci, italienische Schauspielerin
- 30. September: Damian Davey, britischer Schauspieler und Sänger († 2017)

### Oktober bis Dezember
Oktober:

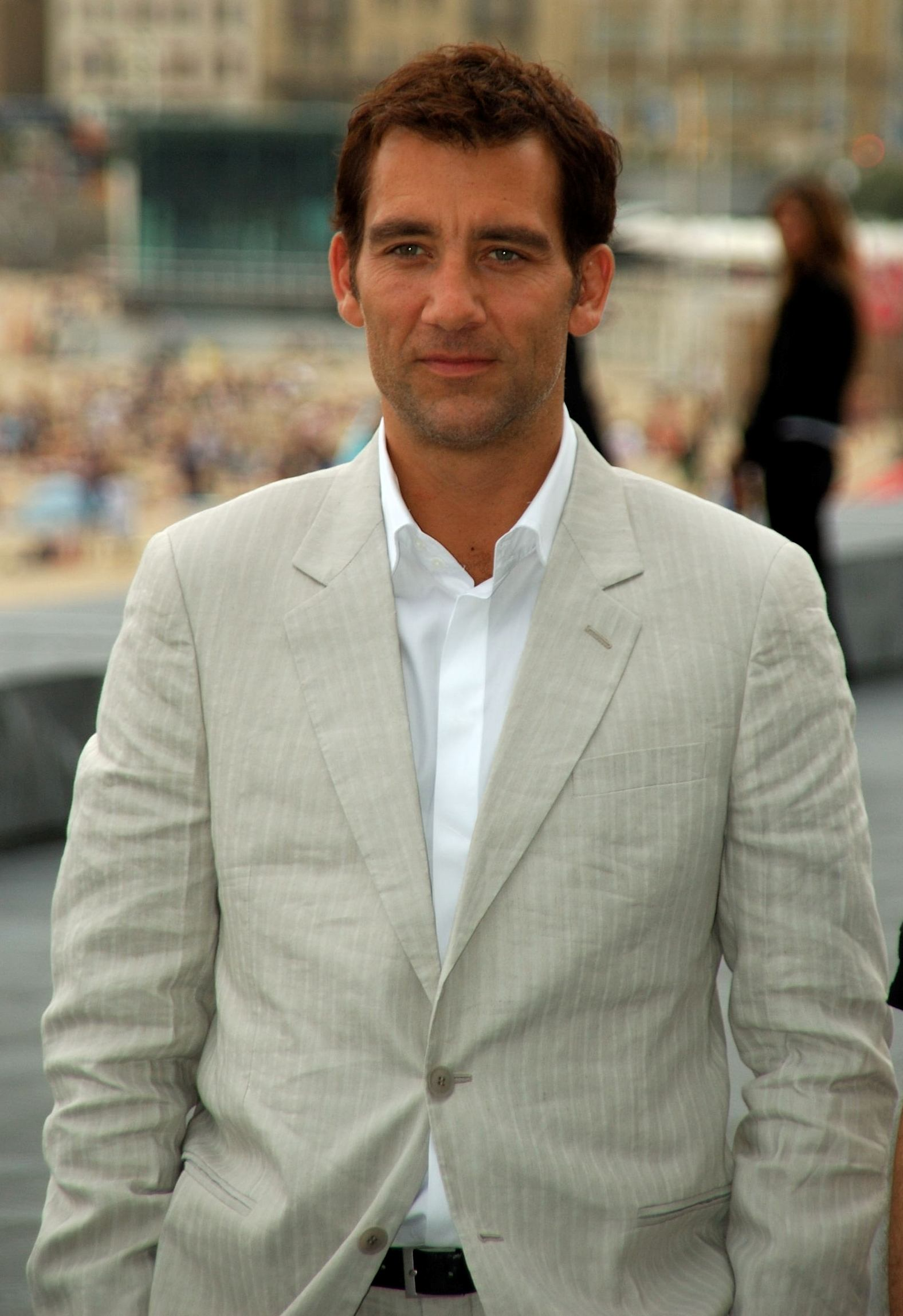
Clive Owen (* 3. Oktober)

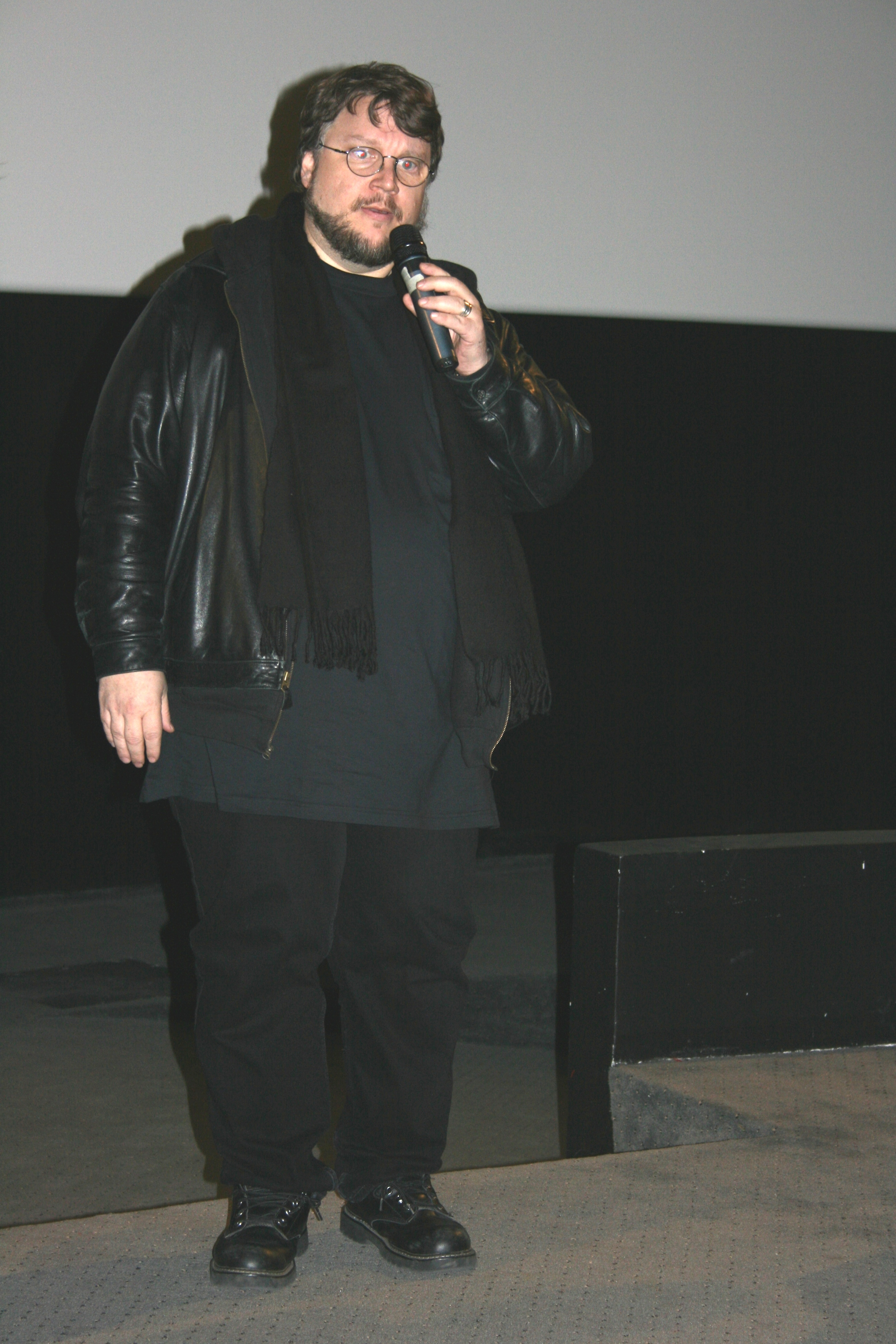
Guillermo del Toro (* 9. Oktober)

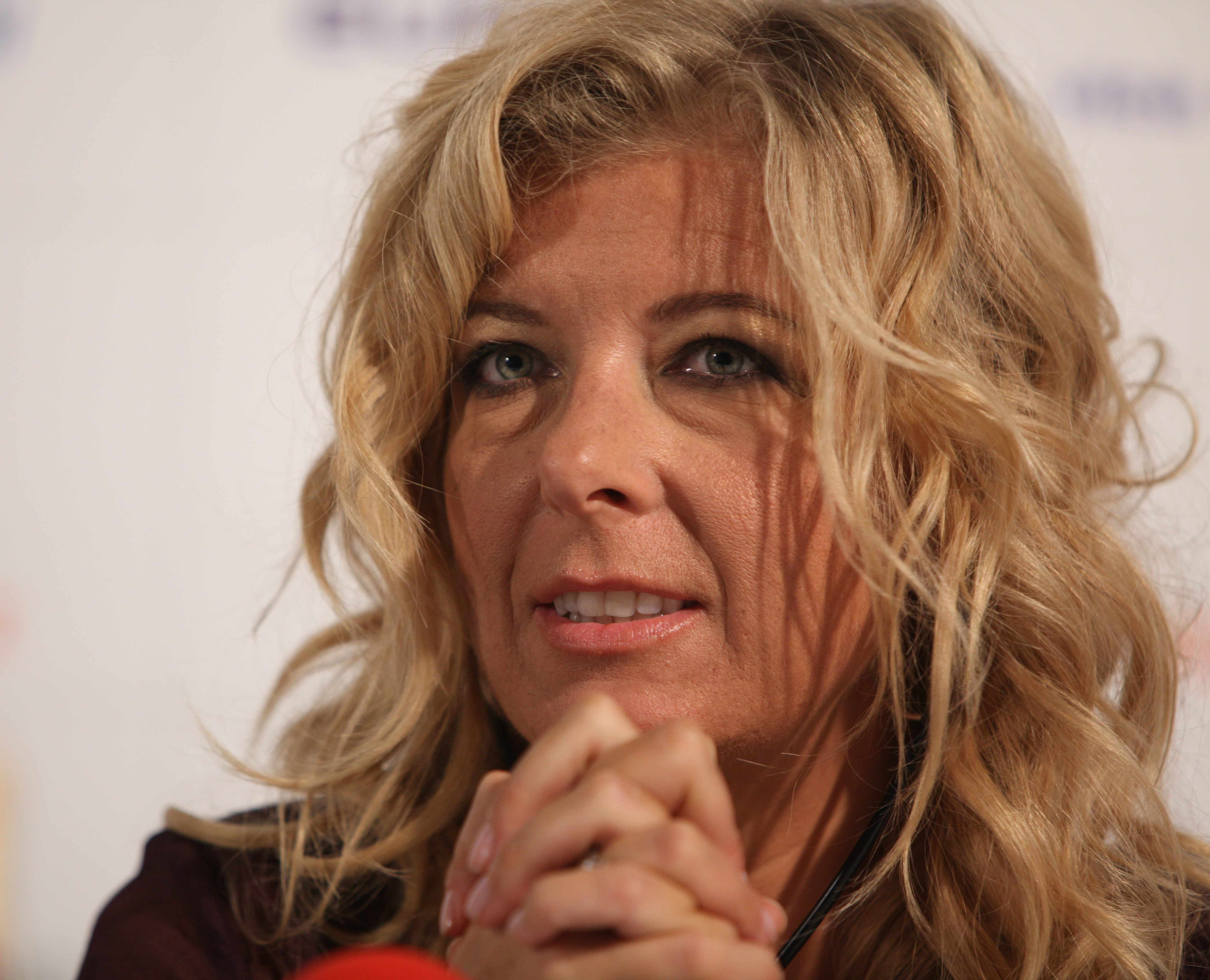
Paprika Steen (* 3. November)

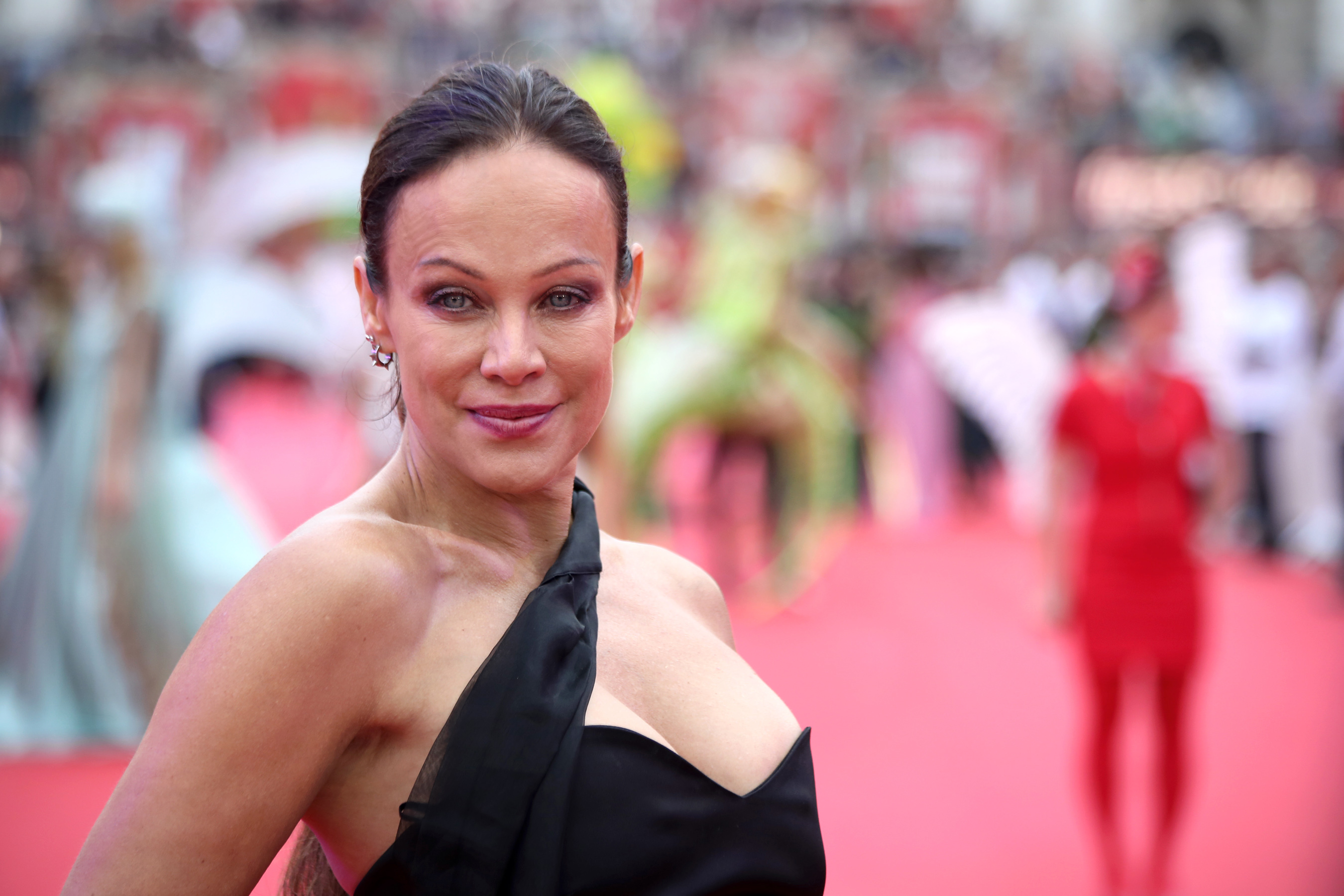
Sonja Kirchberger (* 9. November)

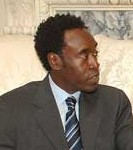
Don Cheadle (* 29. November)

- 03. Oktober: Clive Owen, britischer Schauspieler
- 03. Oktober: Carin C. Tietze, deutsch-US-amerikanische Schauspielerin
- 06. Oktober: Sascha Wussow, österreichischer Schauspieler
- 08. Oktober: Ian Hart, britischer Schauspieler
- 09. Oktober: Sheila Kelley, US-amerikanische Schauspielerin
- 09. Oktober: Guillermo del Toro, mexikanischer Regisseur
- 13. Oktober: Allen Covert, US-amerikanischer Schauspieler
- 13. Oktober: Christopher Judge, US-amerikanischer Schauspieler
- 19. Oktober: Agnès Jaoui, französische Schauspielerin und Drehbuchautorin
- 30. Oktober: Mark Steven Johnson, US-amerikanischer Regisseur und Drehbuchautor
- 31. Oktober: Claudia Androsch, österreichische Schauspielerin

November:
- 01. November: Daran Norris, US-amerikanischer Schauspieler
- 02. November: Lauren Vélez, US-amerikanische Schauspielerin
- 03. November: Philippe Brenninkmeyer, niederländischer Schauspieler
- 03. November: Paprika Steen, dänische Schauspielerin und Regisseurin
- 07. November: Troy Beyer, US-amerikanische Schauspielerin und Regisseurin
- 07. November: Shannon Whirry, US-amerikanische Schauspielerin
- 09. November: Sonja Kirchberger, österreichische Schauspielerin
- 09. November: Robert Duncan McNeill, US-amerikanischer Schauspieler
- 11. November: Calista Flockhart, US-amerikanische Schauspielerin
- 12. November: Alex Carter, kanadischer Schauspieler
- 14. November: Patrick Warburton, US-amerikanischer Schauspieler
- 16. November: Valeria Bruni-Tedeschi, italienische Schauspielerin
- 16. November: Harry J. Lennix, US-amerikanischer Schauspieler
- 16. November: Maeve Quinlan, US-amerikanische Schauspielerin
- 17. November: Ralph Garman, US-amerikanischer Schauspieler
- 20. November: Katharina Böhm, deutsche Schauspielerin
- 20. November: Sophie Fillières, französische Regisseurin und Drehbuchautorin († 2023)
- 24. November: Garret Dillahunt, US-amerikanischer Schauspieler
- 25. November: Robert Kurtzman, US-amerikanischer Spezial-Effekte-Künstler
- 27. November: Robin Givens, US-amerikanische Schauspielerin
- 27. November: Adam Shankman, US-amerikanischer Regisseur und Produzent
- 29. November: Don Cheadle, US-amerikanischer Schauspieler
- 29. November: Avital Dicker, israelische Schauspielerin

Dezember:
- 04. Dezember: Chelsea Noble, US-amerikanische Schauspielerin
- 04. Dezember: Marisa Tomei, US-amerikanische Schauspielerin
- 05. Dezember: Cliff Eidelman, US-amerikanischer Komponist
- 08. Dezember: Teri Hatcher, US-amerikanische Schauspielerin
- 09. Dezember: Hape Kerkeling, deutscher Schauspieler, Kabarettist und Autor
- 10. Dezember: Edith González, mexikanische Schauspielerin und Tänzerin († 2019)
- 10. Dezember: George Newbern, US-amerikanischer Schauspieler
- 19. Dezember: Ben Becker, deutscher Schauspieler
- 19. Dezember: Thomas Brussig, deutscher Drehbuchautor
- 19. Dezember: Béatrice Dalle, französische Schauspielerin
- 23. Dezember: Shelley Malil, US-amerikanischer Schauspieler
- 23. Dezember: Ole Pfennig, deutscher Schauspieler und Synchronsprecher
- 24. Dezember: Jean-Paul Civeyrac, französischer Regisseur
- 24. Dezember: Mark Valley, US-amerikanischer Schauspieler
- 27. Dezember: Theresa Randle, US-amerikanische Schauspielerin
- 29. Dezember: Michael Cudlitz, US-amerikanischer Schauspieler
- 31. Dezember: Valentina Vargas, chilenische Schauspielerin

### Genaues Geburtsdatum unbekannt
- Anne-Kathrin Gummich, deutsche Schauspielerin, Theaterregisseurin und Schauspieldozentin
- Daniel Morgenroth, deutscher Schauspieler

## Verstorbene

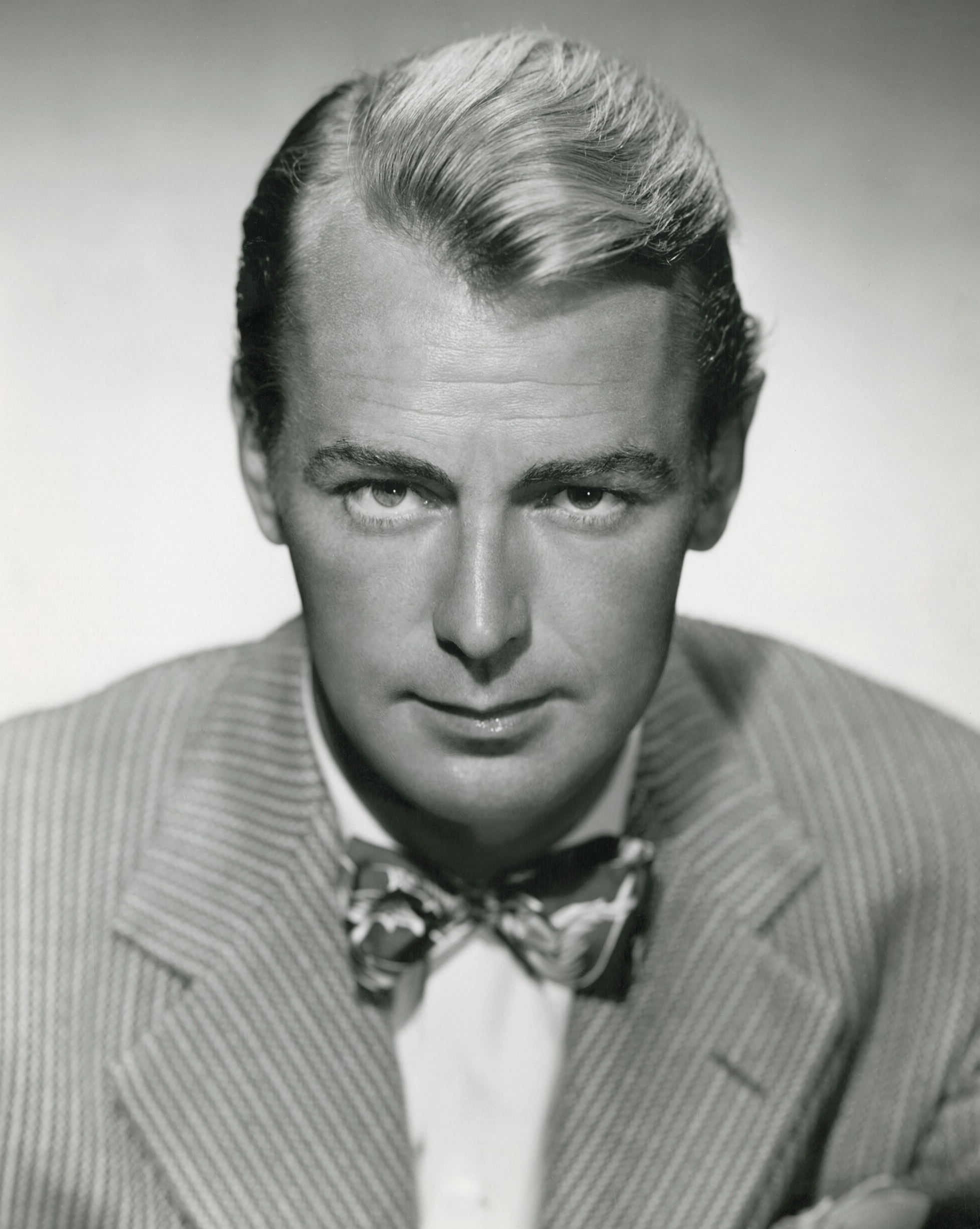
Alan Ladd (1913–1964)

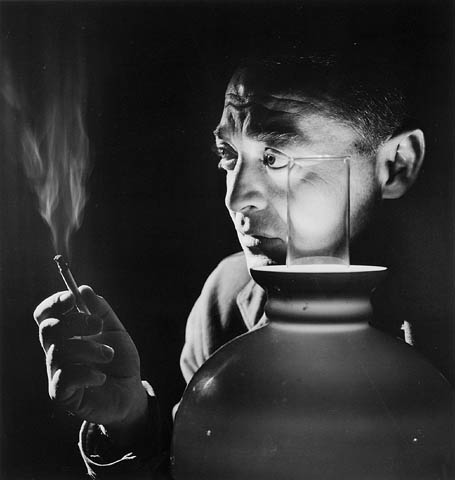
Peter Lorre (1904–1964)

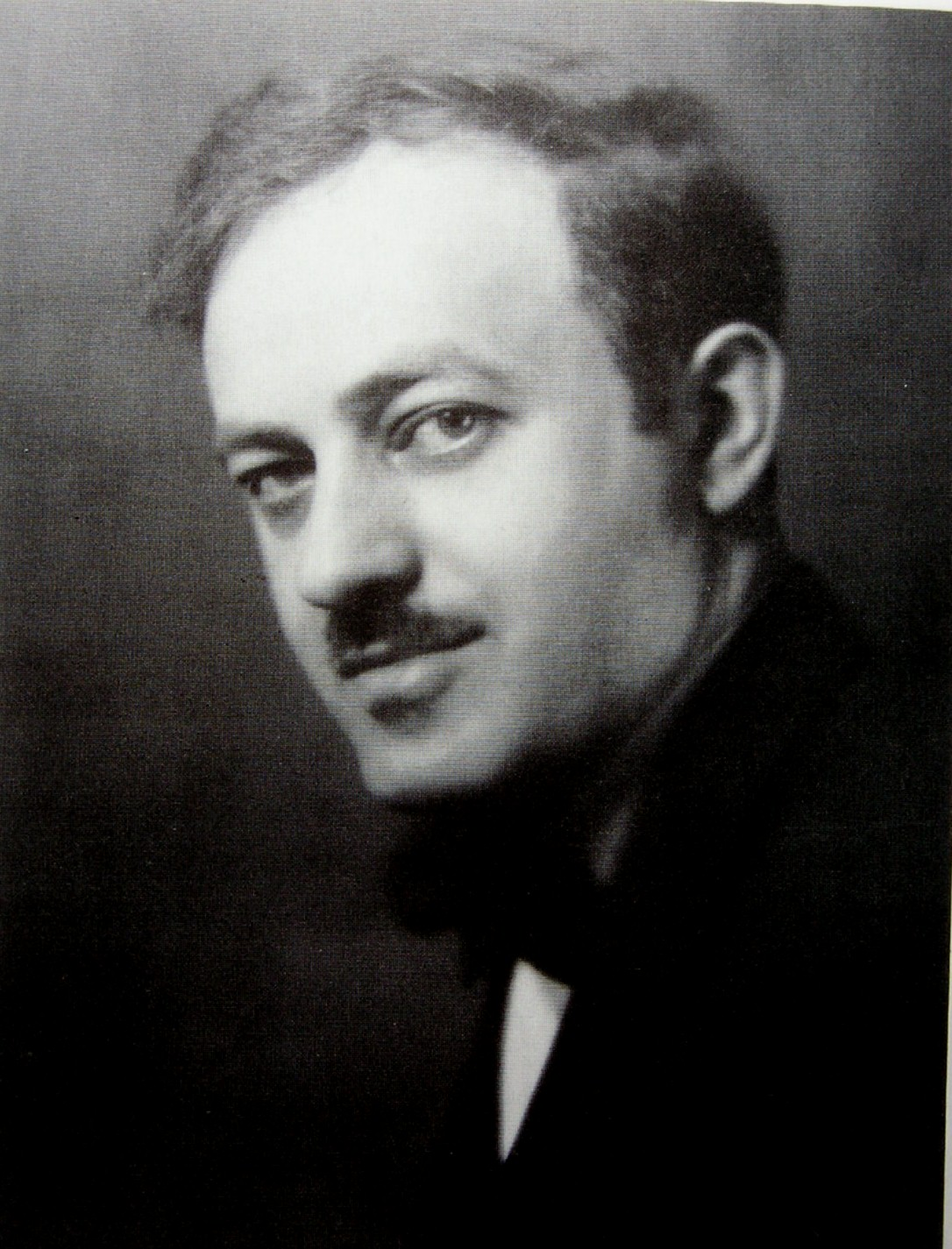
Ben Hecht (1894–1964)

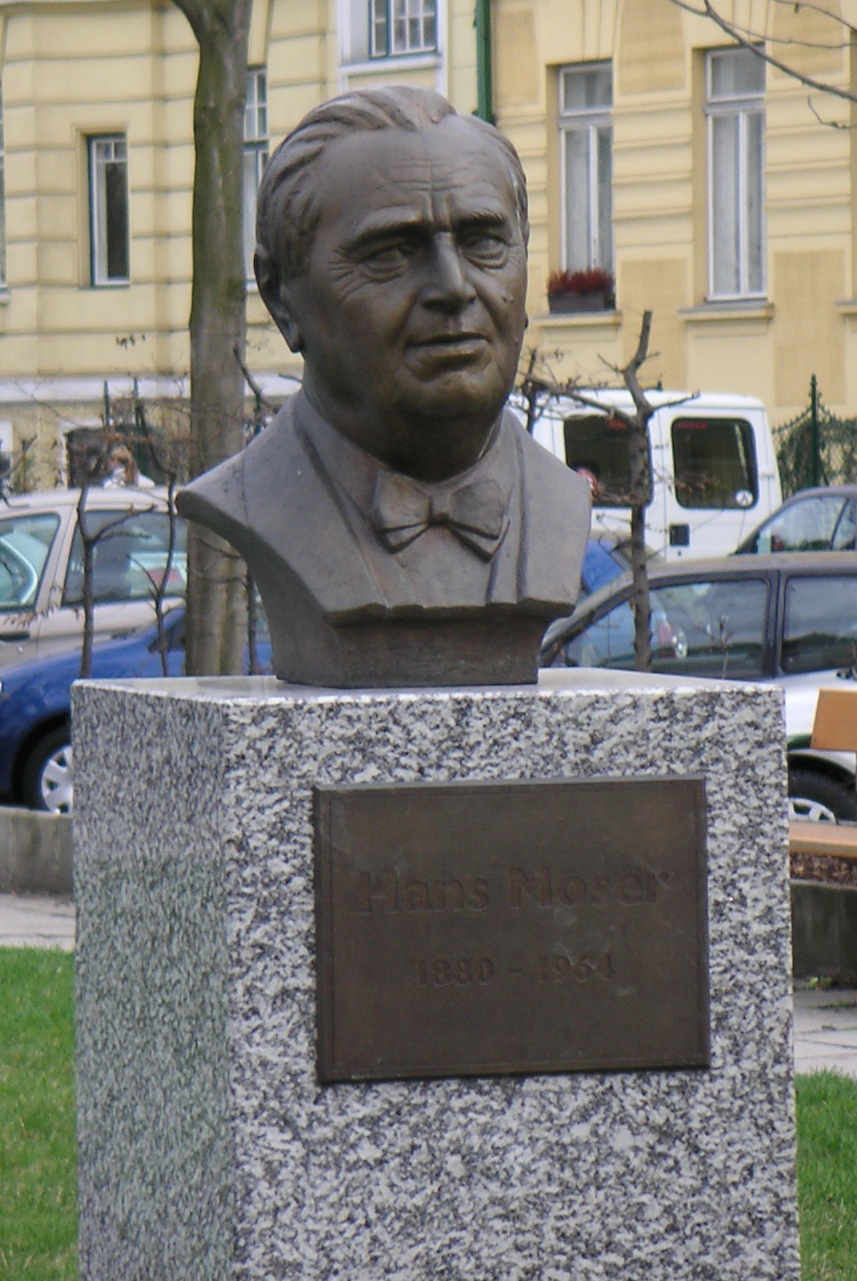
Hans Moser (1880–1964)

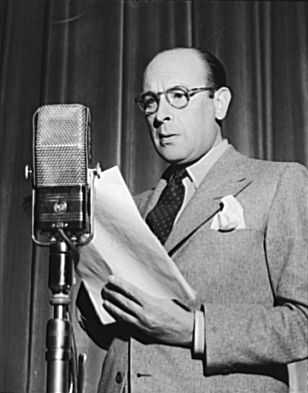
Cedric Hardwicke (1893–1964)

### Januar bis März
Januar
- 21. Januar: Joseph Schildkraut, österreichischer Schauspieler (* 1896)
- 22. Januar: Lissy Arna, deutsche Schauspielerin (* 1900)
- 27. Januar: Norman Z. McLeod, US-amerikanischer Regisseur (* 1898)
- 29. Januar: Alan Ladd, US-amerikanischer Schauspieler (* 1913)

Februar
- 02. Februar: J. Peverell Marley, US-amerikanischer Kameramann (* 1901)
- 03. Februar: Giuseppe Amato, italienischer Regisseur (* 1899)
- 12. Februar: Willy Schmidt-Gentner, deutscher Komponist (* 1894)
- 21. Februar: Georg Jacoby, deutscher Regisseur (* 1882)
- 27. Februar: Orry-Kelly, US-amerikanischer Kostümbildner (* 1897)

März
- 05. März: Bruno Lutz, deutscher Filmarchitekt (* 1889)
- 06. März: Edward Van Sloan, US-amerikanischer Schauspieler (* 1882)
- 10. März: Arthur Hohl, US-amerikanischer Schauspieler (* 1889)
- 10. März: Bobby E. Lüthge, deutscher Drehbuchautor (* 1891)
- 22. März: Addison Richards, US-amerikanischer Schauspieler (* 1887)
- 23. März: Peter Lorre, deutscher Schauspieler (* 1904)

### April bis Juni
April
- 13. April: Veit Harlan, deutscher Regisseur (* 1899)
- 18. April: Ben Hecht, US-amerikanischer Drehbuchautor (* 1894)
- 24. April: Hans Nerking, deutscher Regisseur und Schauspieler (* 1888)

Mai
- 09. Mai: Klaus Kammer, deutscher Schauspieler (* 1929)
- 13. Mai: Diana Wynyard, britische Schauspielerin (* 1906)

Juni
- 05. Juni: Ernst Waldow, deutscher Schauspieler (* 1893)
- 19. Juni: Hans Moser, österreichischer Schauspieler (* 1880)
- 21. Juni: Elisabeth Botz, deutsche Schauspielerin (* 1883)

### Juli bis September
Juli
- 17. Juli: Linda Lin Dai, amerikanisch-chinesische Schauspielerin (* 1934)
- 26. Juli: William A. Seiter, US-amerikanischer Regisseur (* 1890)
- 27. Juli: Harry Shannon, US-amerikanischer Schauspieler (* 1890)

August
- 05. August: Charles Quigley, US-amerikanischer Schauspieler (* 1906)
- 06. August: Cedric Hardwicke, britischer Schauspieler (* 1893)
- 12. August: Ian Fleming, britischer Schriftsteller (* 1908)
- 14. August: Michael von Newlinski, österreichischer Schauspieler (* 1891)
- 16. August: Jack Pennick, US-amerikanischer Schauspieler (* 1895)
- 22. August: Helena Makowska, polnische Schauspielerin (* 1893)
- 27. August: Gracie Allen, US-amerikanische Schauspielerin (* 1895)
- 27. August: Alexei Semjonowitsch Schiwotow, russischer Komponist (* 1904)

September
- 04. September: Lothar Müthel, deutscher Schauspieler (* 1896)
- 28. September: Harpo Marx, US-amerikanischer Schauspieler (* 1888)
- 30. September: Mario Almirante, italienischer Regisseur (* 1890)

### Oktober bis Dezember
Oktober
- 07. Oktober: Bernhard Goetzke, deutscher Schauspieler (* 1884)
- 10. Oktober: Eddie Cantor, US-amerikanischer Schauspieler (* 1892)
- 10. Oktober: Guru Dutt, indischer Regisseur und Schauspieler (* 1925)
- 15. Oktober: Cole Porter, US-amerikanischer Komponist (* 1891)
- 23. Oktober: Axel Ivers, deutscher Schauspieler, Theaterregisseur, Hörspielsprecher, Bühnenautor und Übersetzer (* 1902)
- 27. Oktober: Rudolph Maté, US-amerikanischer Kameramann und Regisseur (* 1898)

November
- 05. November: John S. Robertson, US-amerikanischer Regisseur (* 1878)
- 14. November: Ilka Grüning, österreichische Schauspielerin (* 1876)
- 22. November: George Tomasini, US-amerikanischer Filmeditor (* 1909)
- 26. November: Bodil Ipsen, dänische Schauspielerin und Regisseurin (* 1889)

Dezember
- 04. Dezember: Vera Schwarz, österreichische Opernsängerin (* 1888)
- 14. Dezember: William Bendix, US-amerikanischer Schauspieler (* 1906)
- 30. Dezember: Leo Tover, US-amerikanischer Kameramann (* 1902)